# Schwarzschnabelstorch
Der Schwarzschnabelstorch (Ciconia boyciana), auch als Orientalischer Weißstorch bezeichnet, ist eine gefährdete asiatische Schreitvogelart.

## Beschreibung
Der 100–115 cm große Schwarzschnabelstorch wird bis 5 kg schwer. Vom Weißstorch (Ciconia ciconia), dem er von einigen Autoren als Unterart zugeordnet ist, unterscheidet er sich durch den schwarzen Schnabel und seine insgesamt kräftigere Erscheinung und Größe. In Gefangenschaft wurde der älteste Vogel 48 Jahre alt. Neben Insekten, Fischen und Amphibien frisst er auch kleine Reptilien und Säugetiere.

## Vorkommen

Verbreitungsgebiet des Schwarzschnabelstorches
Brütend
Nicht Brütend

Der Schwarzschnabelstorch brütet in Nordostchina und in Südostsibirien am Amur und am Ussuri entlang der russisch-chinesischen Grenze. Er überwintert in Südchina am unteren Jangtse, aber auch weiter im Süden in Hongkong und auf Taiwan. In geringeren Zahlen überwintern auch einige Tiere in Nordkorea, Südkorea und in Japan sowie in ungewöhnlichen Fällen auf den Philippinen, in Nordost-Indien, Myanmar und Bangladesch. Während des  Vogelzuges kann der Storch auch anderswo in China, in Korea und in Japan gesehen werden. Zum Lebensraum gehören Feuchtwiesen und Sümpfe mit vereinzelten Bäumen.

## Fortpflanzung
Der Schwarzschnabelstorch brütet in Gebieten mit Wald, Schilf und  Seggenwiesen weit entfernt von menschlichen Siedlungen. Da dieser Vogel ein festes Revier besetzt, ist er aggressiv gegenüber Artgenossen. Er baut ein einzelnes Nest aus toten Zweigen, das mit Gras ausgepolstert wird auf einem Baum, der einen Ausblick auf die Umgebung bietet. Das Gelege besteht aus zwei bis sechs Eiern.

## Bestand
1994 wurde der Bestand auf 2500 Vögel geschätzt. Als Gründe für den Rückgang des Bestandes werden Trockenlegung von Feuchtgebieten für die Landwirtschaft, Überfischung und Störung durch den Menschen genannt.
Daher ist der Vogel in Russland, China, Südkorea und Japan geschützt. Auf der nationalen Roten Liste gefährdeter Vögel Japans wird die Art als vom Aussterben bedroht (Critically Endangered) eingestuft und international von der IUCN als stark gefährdet (Endangered).
Für den Schwarzschnabelstorch gibt es ein internationales Zuchtprogramm, das speziell auf die Wiederansiedelung dieser Art in Japan abzielt. In der Wildnis brütete 2007 das erste Mal seit 1964 ein ausgewildertes Schwarzschnabelstorchpaar erfolgreich in Japan. Die Nachzucht in Gefangenschaft hat sich wegen der Aggression des Männchens gegenüber dem Weibchen als schwierig erwiesen.

## Galerie

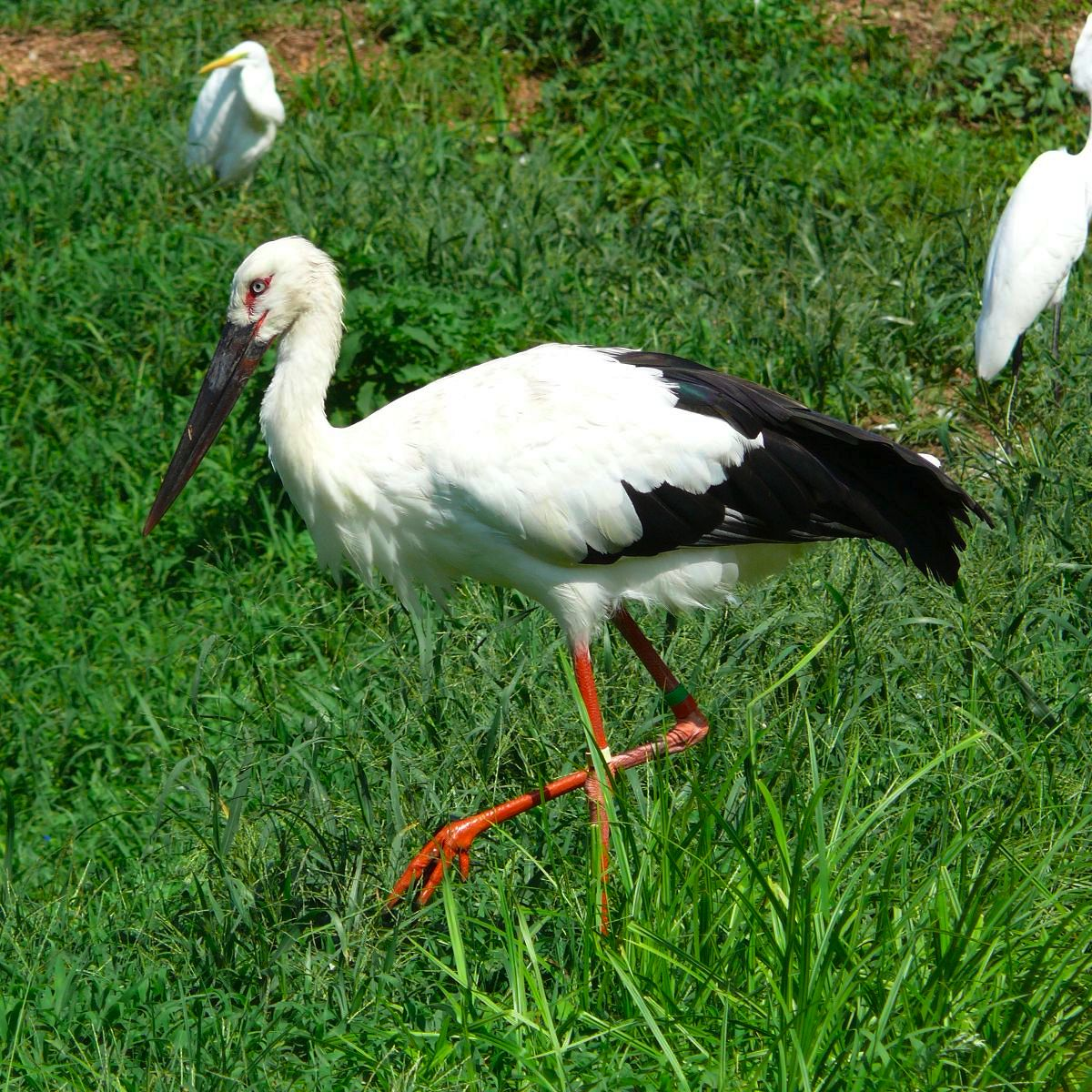
Schwarzschnabelstorch, Seitenansicht
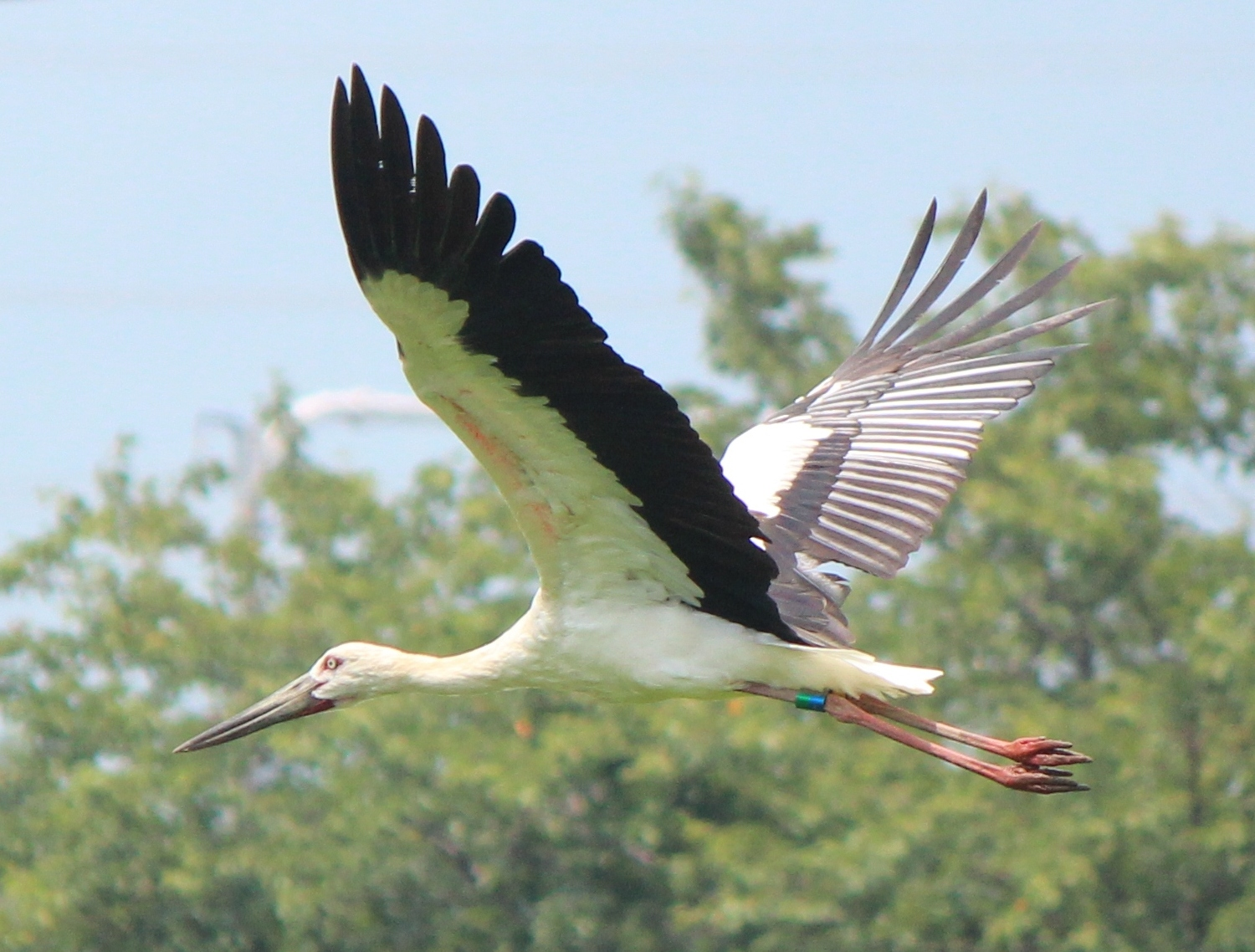
Schwarzschnabelstorch im Flug, Seitenansicht
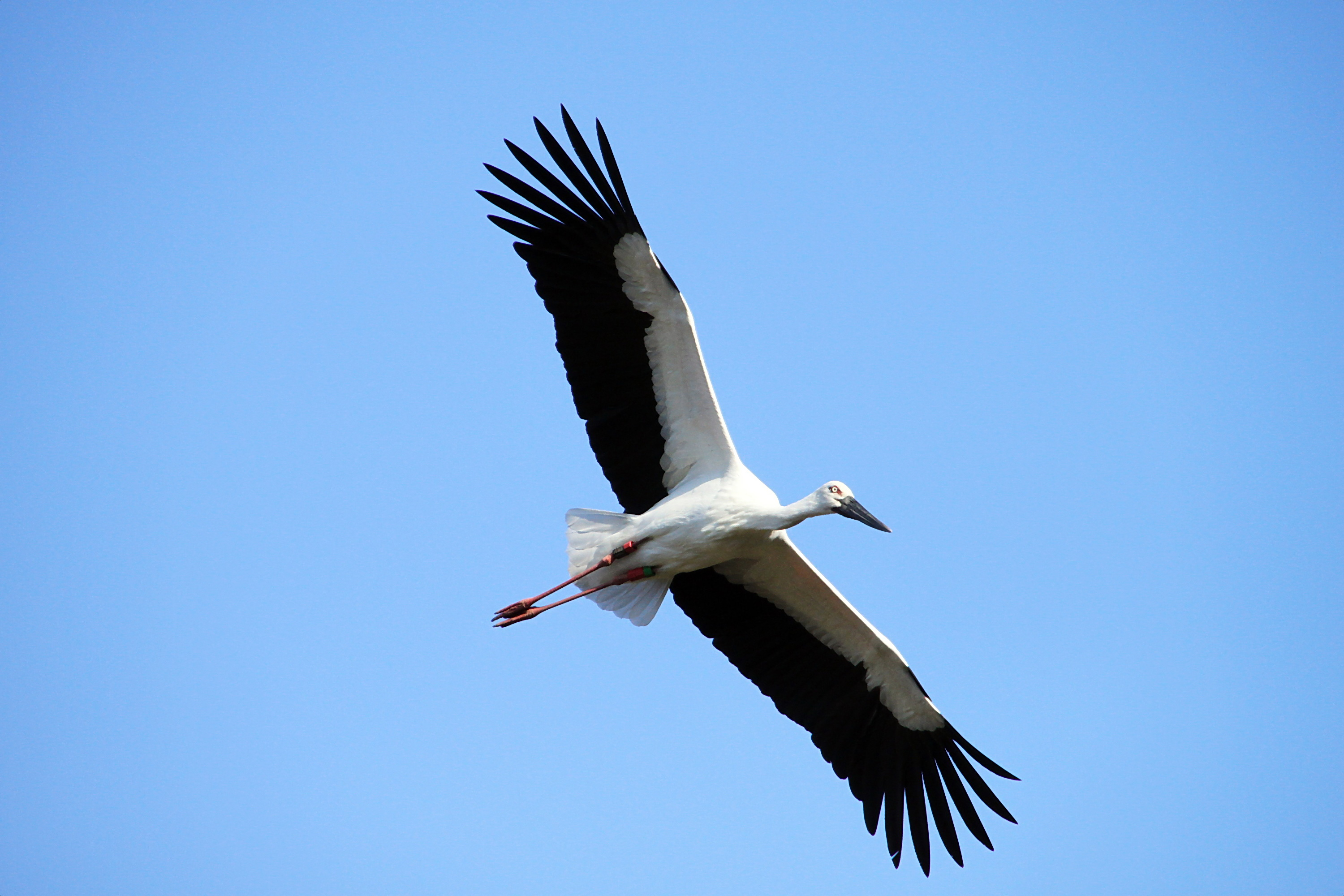
Schwarzschnabelstorch im Flug
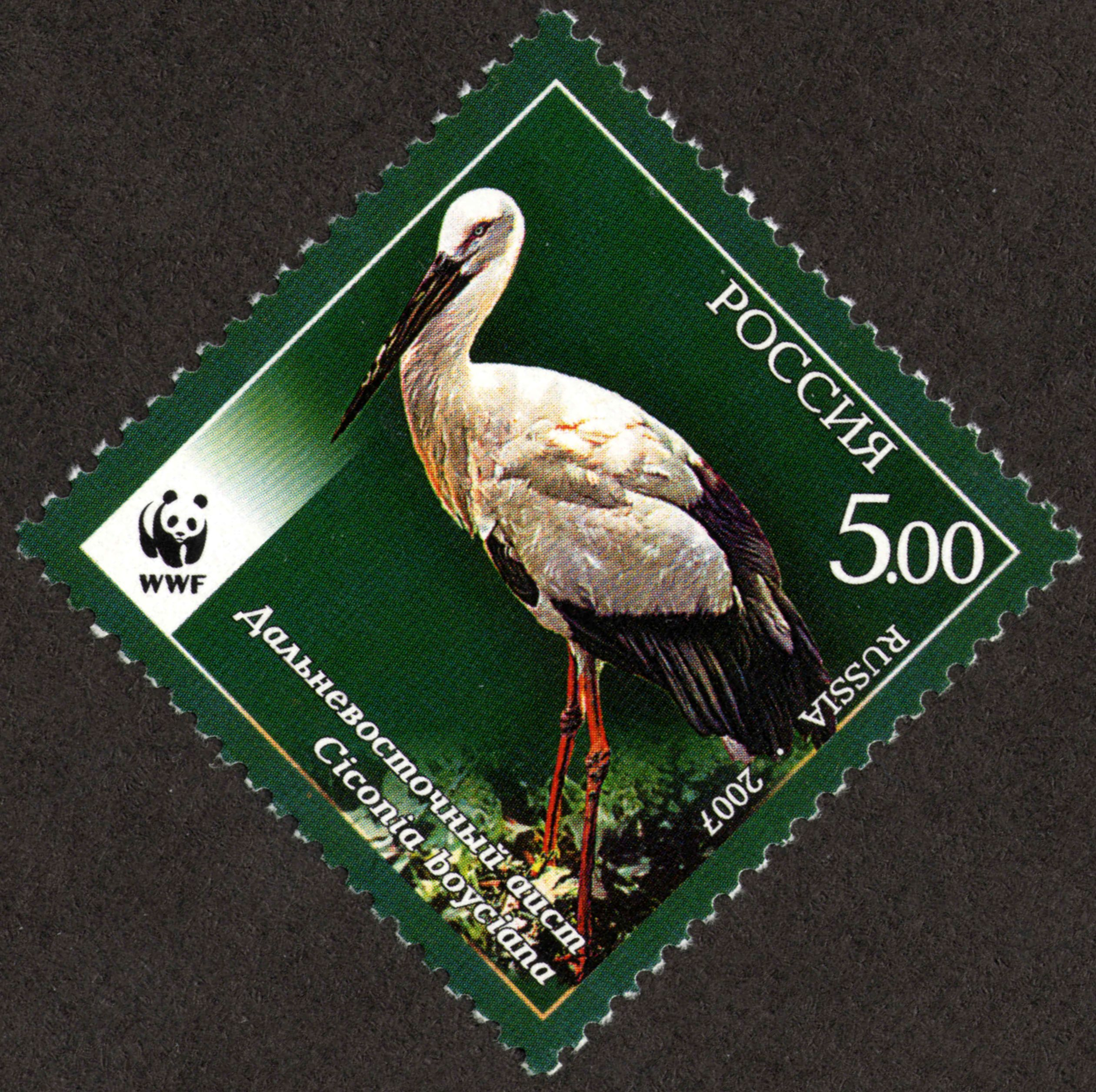
Bedrohte Tierart auf russischer Briefmarke (2007)

## Einzelbelege
1. ↑  W. Grummt, H. Strehlow (Hrsg.): Zootierhaltung Vögel. Verlag Harri Deutsch, Frankfurt am Main 2009, ISBN 978-3-8171-1636-2, S. 103.
2. ↑  BirdLife International. 2001. Threatened birds of Asia: the BirdLife International Red Data Book. BirdLife International, Cambridge, U.K.
3. ↑  環境省レッドリスト2020 (Rote Liste 2020, PDF, 662 KB). (PDF) Japanisches Umweltministerium, S. 4–7, abgerufen am 27. Juni 2021 (japanisch).
4. ↑  W. Grummt, H. Strehlow (Hrsg.): Zootierhaltung Vögel. Verlag Harri Deutsch, Frankfurt am Main 2009, ISBN 978-3-8171-1636-2, S. 102.
5. ↑  Endangered white storks hatch egg. BBC, 20. Mai 2007, abgerufen am 27. Juni 2021 (englisch).